# Сизигитес
Сизиги́тес (лат. Syzygites) — монотипный род зигомицетовых грибов, включает единственный вид Syzygítes megalocárpus.
Паразит различных, преимущественно шляпочных, грибов, образующий серо-белую массу мицелия на поверхности их плодовых тел.

## Описание
Встречается на плодовых телах грибов родов Boletus, Russula, Lactarius, реже — других родов (всего известен на 98 видах базидиомицетов и аскомицетов). Гомоталличный вид (определено А. Блексли в 1904 году). Характеризуется многократно дихотомически разветвлёнными спорангиофорами, несущими тонкостенные спорангии.
В культурах колонии белые, затем становятся буроватыми, обычно без особого запаха. Спорангиофоры неокрашенные до светло-коричневых, прямостоячие, затем изгибающиеся книзу, часто септированные, до 4—5 ми длиной и до 72 мкм толщиной, многократно дихотомически разветвлённые, веточки непосредственно под спорангием иногда суженные. Спорангии жёлтые, затем серые, 50—120 мкм в диаметре, с небольшим количеством спор. Спорангиоспоры шаровидные до угловато-шаровидных, 10—25 мкм и более и диаметре. Зигоспоры белые, затем темнеют до почти чёрных, 160—265 мкм и более в диаметре, с тупыми неровностями, не превышающими 5 мкм в высоту. Суспензоры одинаковые, коричневые, в форме часового стекла, 112—175 мкм в диаметре.

## Значение
Syzygites megalocarpus способен образовывать жировое масло с содержанием γ-линоленовой кислоты до 62 % — наивысшим, обнаруженным в маслах, продуцируемых микроорганизмами. Однако содержание этого масла в биомассе гриба не превышало 10 %.

## Таксономия
Род был выделен Христианом Готфридом Эренбергом в 1818 году в книге Sylvae Mycologicae Berolinenses. Название Syzygites образовано от др.-греч. σύν — «союз», ζυγός — «ярмо», в переносном смысле — «нечто, объединяющее двоих в одно целое», и лат. -ites — суффикса, показывающего родство. Относится к равным по величине и форме суспензорам зигоспорангиев.

### Синонимы
Синонимы рода
- Azygites Fr., 1832
- Hildebrandiella Naumov, 1917
- Stilbodendron Bonord., 1851

Синонимы вида
- Aspergillus bellemontii Mont., 1859
- Aspergillus maximus Link, 1809
- Azygites mougeotii Fr., 1832
- Hildebrandiella echinocarpa (Hildebr.) Naumov, 1917
- Mucor aspergillus Scop., 1772
- Mucor capitatoramosus Schwein., 1832
- Mucor dichotomus Bref., 1881
- Mucor flavidus Pers., 1796
- Mucor ramosus Bull., 1791
- Mucor syzygites de Bary, 1864
- Nematogonum fumosum Bonord., 1851
- Nematogonum simplex Bonord., 1851
- Sporodinia argentinensis Speg., 1902
- Sporodinia aspergillus (Scop.) J.Schröt., 1888
- Sporodinia bellemontii (Mont.) Berl. & De Toni, 1888
- Sporodinia dichotoma Corda, 1837
- Sporodinia flavida (Pers.) Schulzer, 1866
- Sporodinia grandis Link, 1824
- Sporodinia megalocarpus (Ehrenb.) Lind, 1913
- Sporodinia pholiotae Moruzi & Ciocan, 1963
- Sporodinia rufa (Pers.) Schulzer, 1866
- Stilbodendrum nodosum (Corda) Bonord., 1851
- Stilbum nodosum Corda, 1837
- Syzygites aspergillus (Scop.) Pound, 1894
- Syzygites echinocarpus Hildebr., 1863
- Syzygites grandis (Link) J.H.Burnett, 1968